# Pachastrella dilifera
Pachastrella dilifera är en svampdjursart som beskrevs av de Laubenfels 1934. Pachastrella dilifera ingår i släktet Pachastrella och familjen Pachastrellidae. Inga underarter finns listade i Catalogue of Life.